# بورشي
بورشي (بالروسية: Бурши) هي منطقة ريفية (قرية) والمركز الإداري لبورشينسكي سيلسوفيت، منطقة لاكسكي، جمهورية داغستان، روسيا. كان عدد السكان 211 نسمة اعتبارًا من عام 2010. يوجد شارع واحد.